# 大江银行
大江银行是抗日战争时期新四军第七师暨皖江抗日民主根据地以巢（湖）南无（为）东地区为中心创办的地方银行。

## 历史
1941年1月皖南事变后，国民政府军事委员会宣布取消新四军番号。中共在苏北盐城重建新四军军部，1941年5月1日突围到皖中的新四军部队在无为县白茆六洲胡家大屋正式组建为新四军第七师，师长张鼎丞（在延安中央党校学习未到任，政委曾希圣兼第19旅政委，副师长兼代师长傅秋涛/谭希林），参谋长李志高/孙仲德兼第19旅旅长，政治部主任何伟/王集成，师副政委兼区党委组织部长李步新，师副参谋长兼十九旅旅长林维先，政治部副主任黄火星，锄奸部长兼公安局长李丰平，副局长严佑民，第19旅参谋长张铚秀。当时仅辖第19旅（辖第55、第56团）和挺进团共2000余人。到1941年底发展到4000余人，地方武装发展到了2300人，民兵增加到了22000人。
1942年4月27日在无为县恍城（今严桥镇东北的响山村附近的上庄院）成立中共皖鄂赣边区委员会（俗称皖中区党委，书记何伟/曾希圣，1945年春改称皖江边区党委）。1942年初成立皖中财经委，主任唐晓光（原国民党合肥县县长，1943年任皖江行署副主任）、副主任林立、后奕斋。1942年8月30日《大江报》报道筹备“大江银行”。以公营商店和合作社的名义发行过壹角、贰角、伍角3种面额的代价券，以弥补根据地辅币不足的情况。1942年冬成立皖中行政公署，并成立皖中总金库（主任李步新兼，副主任谭伟）。1942年皖中行署财政收入达到2478万元，除留用1540万元外，上交华中局、新四军军部749万元，结存189万元。1943年3月，由于经济困难，皖中行署财政经济处又发行了多种面额的本票。由于本票面额很大，实际上是一种短期的实物公债，并不具有货币的流通属性，按当时物价折算成实物，凭本票可领用实物。1943年春末由于该抗日根据地地跨长江南北含皖南部分濒江地区，改组成立皖江区党委（书记曾希圣，副书记李步新，敌工部部长段洛夫，副部长吴锦章），皖中行政公署改称皖江行政公署（主任吕惠生，副主任兼党组书记张恺帆），皖江财经处（处长叶进明，副处长蔡辉、倪子干）。1943年6月，在皖中总金库的基础上在团山里（今红庙镇涧边村以南）第七师师部附近的大榆树村成立大江银行，1943年秋反扫荡胜利后迁无为汤家沟。任务是
- 代理皖江行政公署金库
- 发行大江币建立和巩固本位币阵地
- 配合皖江抗日根据地的货检、税收、外贸等部门掌握和调剂市场金融
- 提供农工商业贷款及免息专项贷款（灾民贷款、麦种贷款、抗洪贷款、军属贷款、劳模贷款等）
- 向商人提供免息特种贷款去敌占区购买28种指定重要物资，运回根据地途中的损失由银行分担一半
- 三次发放短期抗日公债以吸收资金

大江银行组织架构：
- 行长：皖江行署财经处处长叶进明兼（1942年8月下旬新四军军部为解决冬季军需，新四军供给部副部长叶进明赴七师皖中地区督办而留在七师任职）[3]
- 副行长金贯一、徐德明（解放战争时派驻烟煤业资本家潘以三的华北煤业公司设在上海复兴中路法商同得利煤栈。[4]1949年后派驻香港任华润副总）
- 会计科
- 发行科 科长徐静
- 业务（营业）科 科长李尚勤
- 印钞厂：位于大榆树村北面下胡里的山沟。厂长许开良为闽西老红军。1944年初在无为县东乡姚王庙（今汤沟镇的长江港口）附近的大池洲筹建新的印钞厂，1944年5月开始石印新版纸币，但木刻印刷的方式仍然存在。
- 汤家沟分行
- 含（山）和（县）分行
- 严桥抗币兑换点
- 石涧埠抗币兑换点
- 黄洛河抗币兑换点

## 大江银行币
大江银行自办印钞厂印制发行大江币，由1940年参军的第七师政治部油印《武装报》社美编、铅印《大江报》社美术编辑吴耘设计、雕制木刻钞版。吴耘回忆：
“我是一个木刻工作者，用木刻钞票却是第一遭……木刻钞票是用较硬的梨木或枣木刻的，但是版面还是经不住印刷时的磨损，越印票面线条就越粗，所以印到一定程度，就得把原版从脚踏铅印机上拿下来把线条重刻得深一点，尽量使它保持原来的摸样。当时我用的木刻刀大部分是自己造的，有的是用旧钟的发条改制的，有的是用自行车轮的钢丝做成的。为了刻制‘抗币’，就把这些简陋的刀子磨得十分锋利。”
“大江银行最初印制的钞票，用脚踏的圆盘机印刷的，币值分1元、2元、5元3种……由于大江币的发行，至1943年底，我们就基本上占领了中心地区的金融阵地。”新四军第七师部队也采用大江币发给津贴，“每月津贴费上下级是一样，每月只发大江币一、二元”“每人每月十元伙食费”。
大江币共计印制7种面额（壹角、伍角、壹圆、贰圆、伍圆、拾圆、贰拾圆）、18种图案、26种版别（包括“皖南”版、“和含”版、“巢无”版等）、39种不同色别。印制有石印、木刻、胶印。木刻版别最多，胶印数量最大。钞票形制有横式、竖式二种。当时由于油墨缺乏，大江币在印刷中往往出版“正反一色、一版数色”的情况。发行总额约2000万元。以公粮和公营企业的食盐、油、棉、麻、布等物资做货币准备。皖中抗币与法币的比值是一比三十。
1944年12月9日《大江报》刊登消息《大江银行新发行抗币及辅币券兑换率提高一比五十》：“皖中大江银行目前物价飞涨，特将新发行之抗币及辅币券对法币之兑换率，提高为一对五十，以前所发之十元老抗币，则在未收回前仍作一元兑法币三十元计算。又该行现续发只限巢无或和含地区通用之十元抗币及五角辅币券，票面颜色不同，其中和含通用者并印有‘和含’字样以资区别。无为、湖东两地区联营社及和含地区之南义合作社，为谋各该地区合作社支付便利起见，发行仅限各该地区使用之一角代价券，对法币比值亦为一对五十。”1944年12月“皖中行政公署布告币字第二号”宣布大江银行新增发行伍角辅币。
1945年4月23日《大江报》刊登《大江银行货币通知》：
“一、本行发行之抗币至目前止已发出者计有以下几种：拾元券1.红色的工农兵学商图本厂纸三十三年版。2.正面绿色反面紫黄色工农兵学商图本厂纸三十三年版。3.绿色的耕牛图本厂纸三十三年版。”

伍元券有“青莲色的陈家闸图票纸三十三年版（江淮印刷所印），绿色的陈家闸图票纸三十三年版（江淮印刷所印），蓝色灯塔图红色底纹本厂纸三十四年版，绿色的灯塔图红色底纹本厂纸三十四年版（和含山区）”

贰元券有“红色工农兵学商图本厂纸三十三年版；壹元券蓝色的工农兵学商图本厂纸三十四年版”

伍角券辅币有“蓝色的工农兵学商图洋纸三十三年版、棕色的工农兵学商图洋纸三十三年版（和含地区）”

“以上各券有地名者限于当地通用。”
后第七师在上海的地下党盛慕莱动员了中华书局印刷厂会拼绘制礼券、钞票、钱票、股票等制版的技术骨干过雪川采购一架对开胶印机、三架落面机，还有切纸机、柴油机、发电机、马达以及几十种零配件和化工材料，从上海曹家渡的汪伪中储券印钞厂设法获得了一套钞票花边和底版，招聘切纸、绘图稿、拼底板落石、上机大版、雕刻铜版、钳工、电工、泥水木工等11道工序的印刷技工65人（含家属）到皖江根据地。皖江贸易总局规定，这些从上海到根据地的技工，可以按原薪发双工资（根据地一份、上海一份，从中华物产领薪），可以到中华物产领大米。1945年5月正式开始使用印钞机。1945年5月12日《大江报》发表《大江银行货币通知》：“本行新发行的一种贰拾元券，系蓝色，正面是黄金塔图，反面是保卫春耕图，直形（与关金券相似）本厂纸三十四年版，现已发特此通告。”1945年5月16日《大江报》刊登通知：“本行新发行二元券两种如下：一、工农兵学商图棕色票纸系三十三版（与土纸同壹版形，惟正副经理章盖在反面）。二、季家闸图棕色票纸系三十四年（同一图样，两版印出，差异之处：一系‘民国三十四年印’一系‘三十年印’字样）。”
抗战胜利后，1945年9月，皖江区党委奉中共中央指示北移撤退至淮安地区。撤离前，皖江行政公署把包括粮食在内的物资全数公开拍卖以回笼大江币。皖江行署副主任魏文伯和新四军第七师参谋长孙仲德把回笼的大江币集中于团山里、牌楼（严桥镇东北的行政村）、石涧埠销毁。大江银行随军北撤并入华中银行，大江银行币即停止发行。以“集成号”企业名义租用了1条拖轮、4条大木船，将印钞厂、军工厂、报社的机器物资，经南京转入苏中内河，在新四军第二师游击队接应护送下，运至六合县的八百步桥，由苏皖行署副主任汪道涵亲自组织民工拆分运至天长县，再装船过高邮湖过宝应运达安丰源，胶印机等印钞设备并入华中银行印钞三厂。
中华人民共和国成立后，安徽省委决定回收民间残留的大江币；由华东军政委员会财政经济委员会、中国人民银行华东区行摸底调查、出台相关的兑换比价以及开展兑换工作后应采取的相应举措，全部收兑群众手中的大江币。1953年9月9日安徽省人民政府发出《关于要求凤阳县政府调查存留在农民群众手中之大江银行币情况的通知》，调查、登记、收兑新四军第七师北撤时路过凤阳县农村时使用、留存在当地群众手中的大江币。